# Iglesia de San Vital (Ravena)
La basílica de San Vital en Rávena (it. basilica di San Vitale in Ravenna) es uno de los templos más importantes del arte bizantino y, como otros de la misma ciudad, se reformó por deseo expreso del emperador Justiniano a partir de construcciones anteriores, con el objetivo de acelerar la integración de los territorios conquistados por el Imperio bizantino, ya que en el 402 Rávena fue la capital del Imperio romano de Occidente, en tiempos del emperafor Honorio, y en el 493 fue la capital del reino ostrogodo de Italia, en tiempos de Teodorico. La obra se financió con el dinero del acaudalado banquero Juliano Argentario, de origen griego (aportando una cantidad aproximada de 26 000 besantes de oro) y fue supervisada por el arzobispo de la ciudad, Maximiano, quien la consagró en el año 547. Todos estos personajes aparecen en la decoración musivaria que se realizó entre los años 546 y 548, año de la muerte de la emperatriz Teodora. Estos mosaicos son el mejor ejemplo de las artes figurativas bizantinas y nos dan una idea de lo que pudieron ser las obras que fueron destruidas, durante la querella de los iconoclastas de los siglos VII y VIII, y con la caída de Bizancio a manos de los otomanos. En San Vital las imágenes se han preservado, en el primer caso, porque Rávena se posicionó en contra de los iconoclastas, y en segundo lugar, porque ya no era bizantina durante la invasión turca.
La iglesia tiene la consideración de basílica menor desde el 7 de octubre de 1960. En 1996 la iglesia, con otros edificios paleocristianos, fue declarada Patrimonio de la Humanidad por la Unesco, con el nombre de «Monumentos paleocristianos de Rávena».

## Tipo de edificio y función
El templo había sido comenzado en el año 527 bajo el patrocinio del arzobispo Ecclesio, cuando Rávena aún pertenecía a los ostrogodos; más tarde, tras la conquista bizantina, se decidió que sería el templo oficial para el gobernador de la región occidental del imperio, el llamado exarcado de Rávena.
La iglesia, consagrada a San Vital, es la más rica de todas las que erigieron los bizantinos en Rávena. Se levantó para dotar a esta gran ciudad de un templo digno de la que era segunda capital de su imperio, por lo que tenía un fuerte contenido propagandístico.
Se desconoce el nombre del arquitecto o arquitectos que realizaron el diseño, que es muy similar al de la iglesia de los Santos Sergio y Baco, en Bizancio. Sin embargo, San Vital está más alejado de la tradición paleocristiana, sustituyendo la idea de espacio-camino de las primeras basílicas, por el de la contemplación del ámbito celestial, con mayor carácter ascensional, gracias al esbelto tambor que sostiene la cúpula. Se accede al templo por un nártex descentrado que da paso a una sala de oración de planta central, con un doble anillo octogonal formado por el deambulatorio sobre el que se dispone la tribuna, sostenida por pilastras que delimitan un oratorio circular cubierto por la citada cúpula semiesférica; esta, está rodeada de exedras de dos órdenes superpuestos con miradores de triple arcada hacia el altar mayor. El presbiterio (en el lado suroriente del octágono) está al fondo, con un tramo cubierto por una bóveda de arista y un cierre en bóveda de horno; a cada lado, las dos estancias pastophorias, típicas de la arquitectura bizantina: al norte del ábside, la próthesis (lugar destinado a preparar, consagrar y custodiar el pan y el vino) y al sur, el diakonikón (recinto donde se guardan los enseres litúrgicos).
Todo el edificio ha sido diseñado respetando muchos de los elementos de la tradición eclesiástica antigua, en la que se exigía la separación de sexos durante los actos de culto, así como la posibilidad de que asistiesen altas jerarquías, siguiendo un protocolo estricto reflejado simbólicamente en los mosaicos.
Así, el nártex tiene dos puertas: una para los hombres y otra para las mujeres. Estas debían entrar por la nave de la epístola (al sur) y, si estaban casadas, asistir a la eucaristía desde la tribuna o matroneum, situada en el piso superior, sobre el deambulatorio. La tribuna dispone también de palcos que dan directamente al presbiterio, reservados a las altas jerarquías; teóricamente, el emperador y su esposa, pero, dado que nunca llegaron a conocer el templo concluido, sería el exarca o gobernador quien les representase.
Para los hombres se reservaba la parte norte o del evangelio, aunque de hecho ocuparían la planta principal. Si bien se ha perdido, es de suponer que la iglesia dispuso de un iconostasio, que separaba y ocultaba el altar durante ciertas fases de la liturgia, y un templete o ciborio sobre el mismo.

### Materiales de construcción y decoración
En el exterior, sumamente sobrio, volumétrico, apreciamos que la iglesia está hecha de materiales ligeros pero resistentes con paramentos de ladrillo macizo reforzados en las esquinas por grandes arbotantes, además de lesenas (pequeños contrafuertes que rematan en el alero del tejado) y arcos de descarga embebidos en el muro. El cimborrio que oculta la cúpula es octogonal y va aligerado por medio de caños concéntricos de terracota. Al contrario, su interior está ricamente decorado con mármoles veteados, antepechos, columnas y capiteles troncopiramidales con cimacio finamente tallados al trépano —probablemente importados de los talleres del Proconeso, una isla de mar de Mármara cercana a Bizancio—, frescos y, sobre todo, mosaicos, que son los de mayor calidad y los más variados del arte bizantino. El efecto del interior es el de un espacio dilatado e inmaterial, lleno de continuos contrastes de color y luz, que penetra  generosamente por las grandes ventanas del tambor.

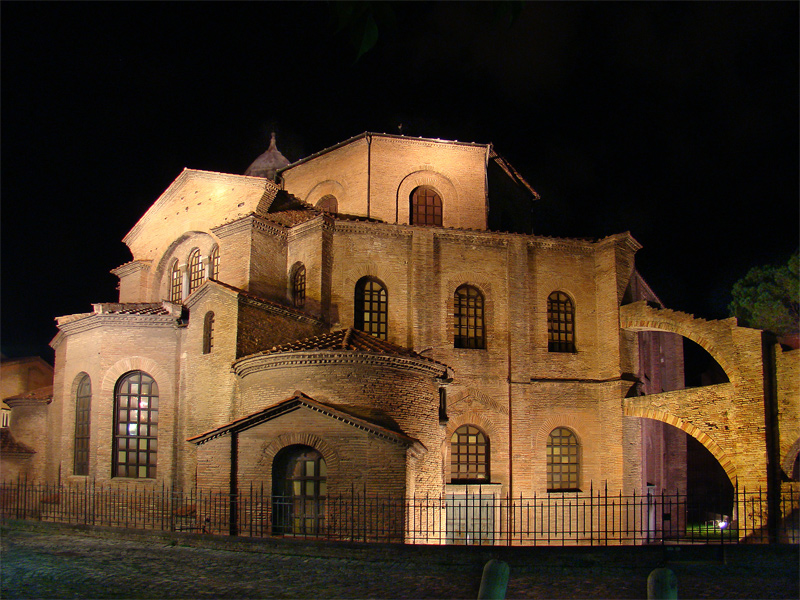
Exterior.
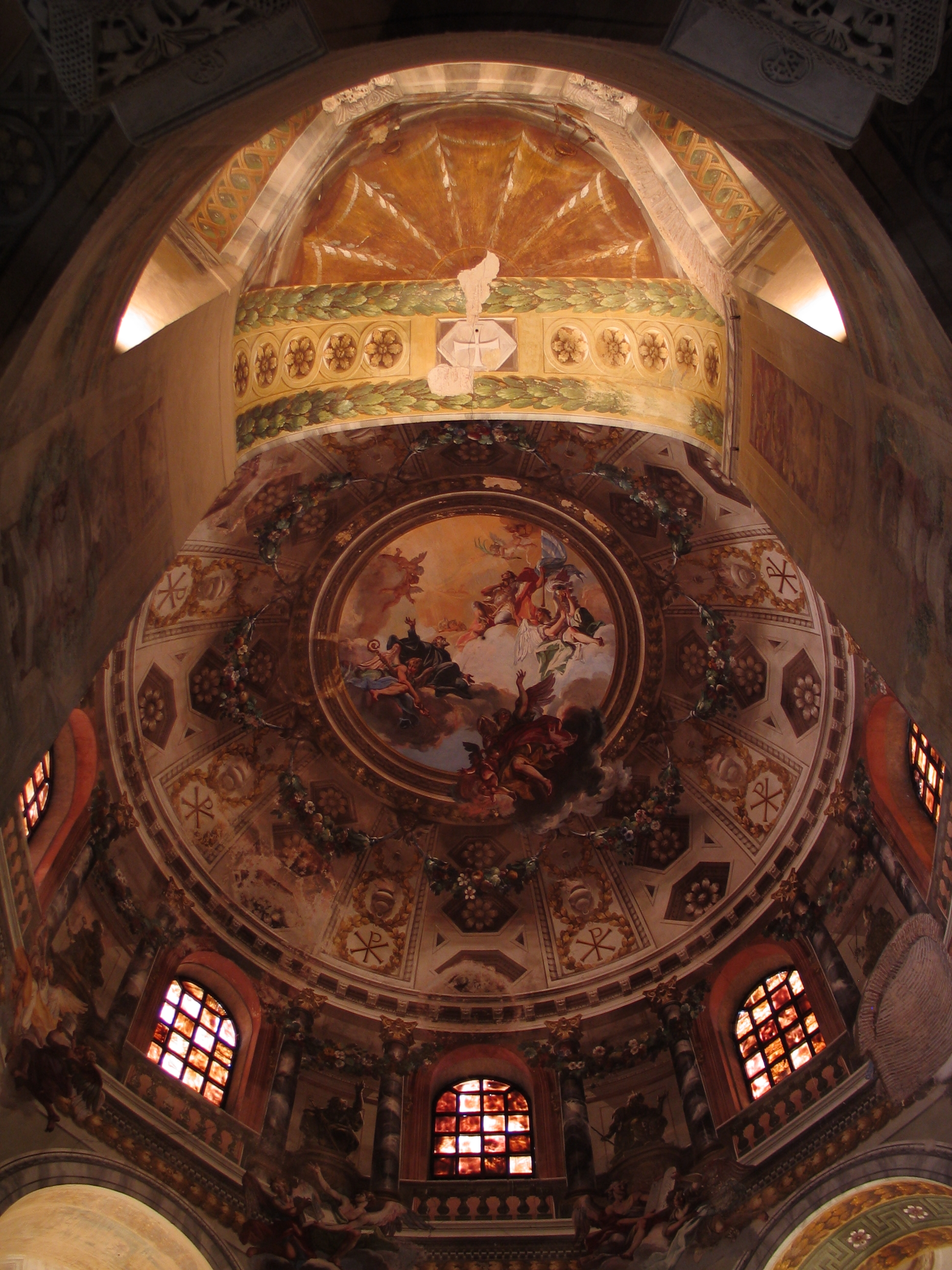
Cúpula central.
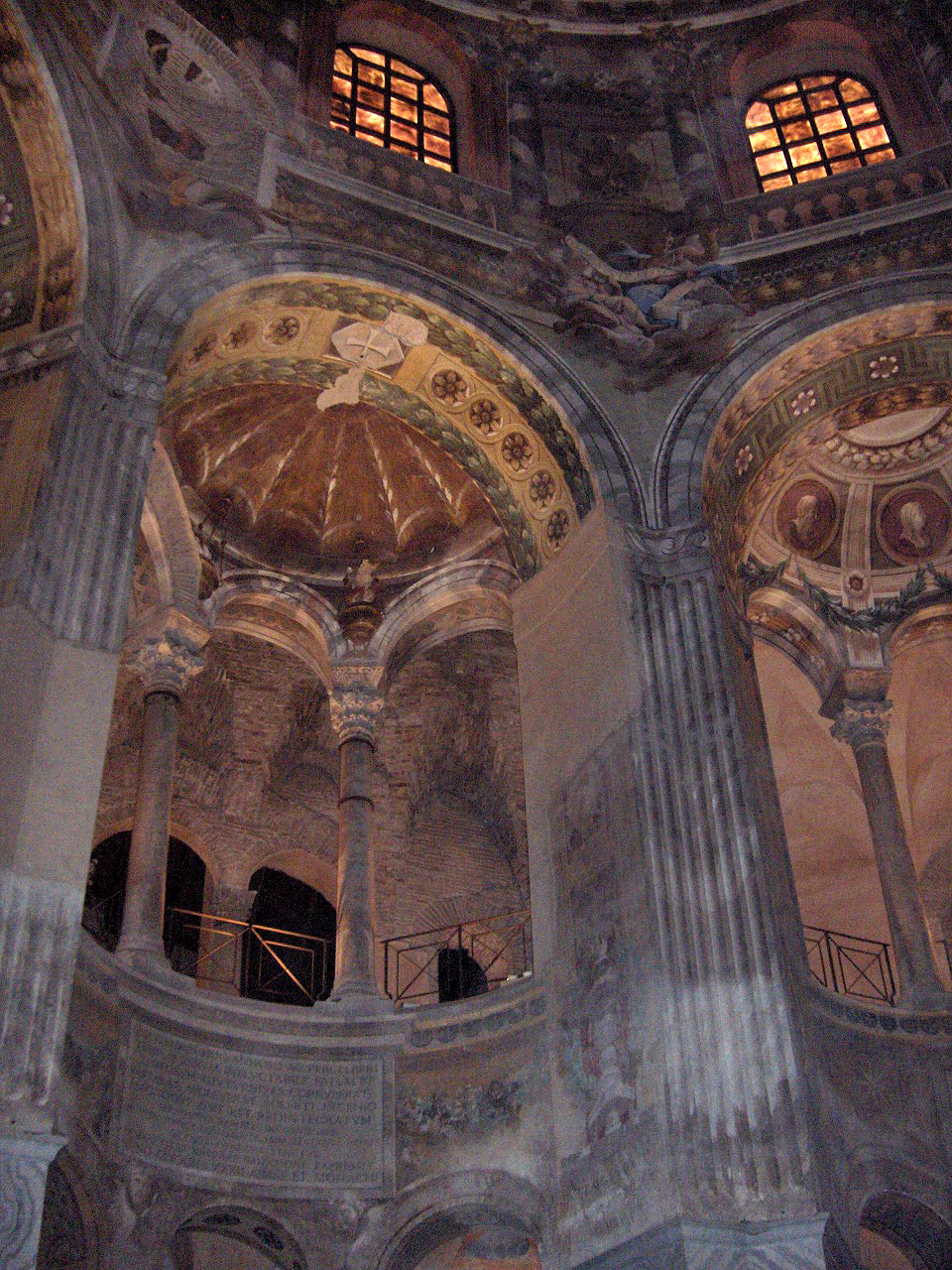
Miradores de la tribuna.
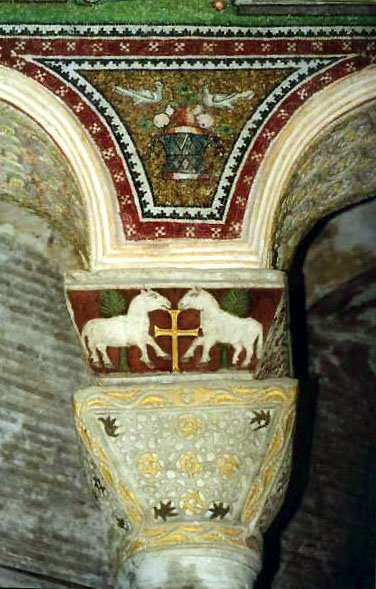
Capitel con cimacio.

Aunque la decoración de la iglesia está parcialmente dañada, la parte del presbiterio se conserva prácticamente en su estado original, y es de un valor inestimable, pues se trataría del único edificio áulico bizantino virtualmente intacto, que nos da una vaga idea de la riqueza del palacio del emperador u otras grandes edificaciones oficiales de Constantinopla, actualmente destruidas.

## Mosaicos de Justiniano y Teodora
Los mosaicos de Justiniano y Teodora son dos mosaicos de autor anónimo del siglo VI pertenecientes a la Primera Edad de Oro del Arte Bizantino.  Están ubicados cada uno en un lado del presbiterio cerca del ábside donde se representaba el tema más importante: el Cristo Todopoderoso sentado sobre el mundo de la Iglesia de San Vital, en la ciudad de Rávena, en la región de la Emilia-Romaña, al noreste de Italia. Allí, los mosaicos están en una posición privilegiada, justo en frente de una escena bíblica que representa la Epifanía de Cristo.
Esta iglesia es considerada como uno de los templos más importantes del arte bizantino y, como otros de la misma ciudad, se reformó sobre anteriores construcciones.  Esas reformas fueron promovidas por el emperador Justiniano, aunque las mismas no fueron finalizadas hasta el año 547, bajo la dominación bizantina de Maximiano.
Los mosaicos están fabricados mediante 322.560 teselas de las cuales muchas eran de oro y dispuestos de una forma que consiguen reflejar la luz natural, creando un ambiente abstracto que evoca lo divino. Estilísticamente, los mosaicos de la bóveda recuerdan mucho a la tradición clásica a causa de la vivacidad de sus colores, a la representación de cierto sentido de la perspectiva y el naturalismo de las formas, incluso de los paisajes. De hecho, esta parte fue terminada antes de la llegada de los bizantinos, cuando Rávena estaba aún bajo el control de los ostrogodos.
En el intradós del arco triunfal se desgrana un rosario de medallones, con Cristo en la clave, seguido de los doce apóstoles y los santos Gervasio y Protasio, hijos de San Vital de Milán. En el cascarón de la bóveda hay una teofanía que podría ser un precedente del típico Pantocrátor medieval, se data en el año 525 y también destaca su profusa decoración vegetal en la que se enmarañan numerosas flores, pájaros, y cuernos de la abundancia, todo rodeando a un Cristo de aspecto helenístico (joven, imberbe, rubio…), sentado sobre el globo terráqueo, con la mano derecha ofrece la corona del martirio a San Vital, y, con la izquierda recibe la maqueta del templo del arzobispo Ecclesio.
Más abajo, varias escenas del Antiguo Testamento: la visión de Mambré de Abraham con una posible representación de la Trinidad, el sacrificio de Isaac, las ofrendas de Abraham y de Melquisedec, muy similares a otros mosaicos que encontramos en la basílica paleocristiana de Santa María la Mayor (Roma). A ambos lados de las paredes aparecen representados los emperadores Justiniano y Teodora con sus respectivos séquitos.
No se conoce el nombre del autor de los mosaicos, ya que no encontramos firmada ninguna obra en este período. Se propone que esto sea consecuencia del poco prestigio social de los musivarios.
Los mosaicos son reflejo de la época de Justiniano, el único emperador romano en vida tras la caída del Imperio de Occidente debido a las invasiones de los pueblos germánicos de mediados del siglo V. Justiniano, que se consideraba a sí mismo como vicario de Dios en la Tierra y ejercía un poder político absoluto, tenía el objetivo de restaurar la integridad del antiguo Imperio Romano. Esta idea le llevó a conquistar zonas del norte de África, Hispania e Italia.
En Rávena, ciudad italiana que tuvo una gran importancia para el emperador, se encuentran estos mosaicos. Fuera de esta ciudad, el mosaico bizantino se desarrollaría también en San Marcos de Venecia, en numerosas iglesias de Roma y Sicilia, como el monasterio de Monreale, la catedral de Cefalú y algunas iglesias de Palermo.
Otras manifestaciones pictóricas importantes del período bizantino son la pintura mural y las miniaturas de manuscritos y códices. Ambas reproducen las mismas formas iconográficas que el mosaico y serán también muy conocidas en Occidente. La escultura de bulto redondo no se desarrolló casi en el Imperio Bizantino, tal vez porque sentían aversión hacia las estatuas de la religión pagana. Lo que sí se realizaron fueron relieves, quizás los más famosos sean los de la cátedra o trono del obispo Maximiano en Rávena.

### Mosaico de Justiniano
Justiniano “el legislador”, como se le conocía, fue el más famoso de los emperadores de Bizancio. Vivió entre el 483 y el 565 y fue proclamado emperador desde el 527. Gobernó durante una etapa histórica posterior a la desintegración del Imperio Romano de Occidente. Es conocido por su ambición y capacidad de trabajo. El emperador bizantino fue el impulsor de la construcción de grandes monumentos únicos en la historia y que aún hoy día conservamos, como la famosa Iglesia de Santa Sofía, una de las maravillas del arte mundial. En cuanto al “arte” de la guerra, Justiniano llevó al Imperio Romano de Oriente a su máximo esplendor llegando incluso a conquistar parte de Hispania, que se encontraba bajo control de los pueblos germanos instalados en la Península y en plena conquista por parte de los visigodos de la misma tras la derrota de Vouillé.
El Mosaico de Justiniano está fechado en el 547, poco después de la construcción de la Basílica de Santa Sofía y perteneciente, por tanto, al estilo bizantino. Es un claro ejemplo del arte al servicio del poder político bizantino.
Los mosaicos de Justiniano y Teodora están dispuestos de manera simbólica y estratégica para resaltar la relación del poder divino y el poder imperial o terrenal. Además, las obras se localizan cerca del ábside, el lugar más sagrado de la iglesia. Esto enfatiza la idea de la divinidad de la figura de los emperadores.
La intención política de estos mosaicos tenía como objetivo que el emperador Justiniano y la emperatriz Teodora estuviesen presentes en toda la extensión del imperio, al menos de forma simbólica (es posible que no llegaran a estar nunca en Rávena). En estas representaciones se hace referencia al cesaropapismo, representando al emperador y a la emperatriz como líderes políticos y religiosos.
El estudioso Franz Maier destaca que el retrato del emperador no es un mero elemento ornamental y no es casualidad que se sitúe sobre una superficie lateral del coro con su corte. La imagen de Justiniano se localiza en el cosmos cristiano, en el lugar del rey terrenal, junto al rey de los dos mundos.

#### Estructura y composición
El mosaico de Justiniano se encuentra ubicado en el muro norte del ábside de la iglesia, en el lado del evangelio y bajo la imagen de Cristo. En frente, se sitúa el mosaico de la emperatriz Teodora y su corte, en el muro sur.
El género del mosaico es tanto religioso como político y la intención es religiosa pero también sirve para ensalzar el poder teocrático del emperador bizantino.
El tema del mosaico es la presentación de ofrendas de Justiniano a la iglesia de San Vital en su construcción. Sin embargo, está tratado de forma antinatural debido a diversos factores, como la composición dorada del fondo, que hace alusión a lo divino y a lo espiritual. También destaca que los rostros de los personajes no muestran ningún tipo de sentimiento, son figuras planas, inexpresivas, hieráticas y frontales, que no se apoyan sobre ninguna superficie, dando una sensación de flotación sobre un suelo verde. La profundidad es inexistente, el fondo es plano y, por tanto, no se representa ningún paisaje. Por último, se aprecia que todas las caras de los soldados son similares, conociéndose este fenómeno como isocefalia.
Respecto al movimiento, se elimina toda sensación de dinamismo, debido al estatismo de los personajes. No obstante, las líneas quebradas de los brazos rompen de cierta forma esa idea.
El volumen está logrado parcialmente con el sombreado de las túnicas. Sin embargo, los pliegues de las túnicas son geométricos, por lo tanto, antinaturales. Así mismo, todo el mosaico está iluminado de manera similar, sin contrastes de luces y sombras, pero la utilización del fondo dorado aporta un brillo especial y simbólico al mosaico.
En cuanto al color, se aprecia una predominancia del dorado, de los blancos, verdes y del rojo carmesí. Este último, junto con el púrpura, subrayan el protagonismo de Justiniano, el personaje principal. El dibujo, en cambio, está muy marcado, y todos los entornos y dintornos son marcados con un trazo grueso.
Es un mosaico formado por la unión de numerosas teselas. En cuanto a la composición de éste, es muy simple, está basada en la yuxtaposición de los personajes, es decir, dispuestos unos junto a otros. Se representa al emperador junto a su corte, todos ellos de pie posicionados frontalmente al espectador. Además, destaca la posición de Justiniano en el centro del mosaico, quedando reflejada la jerarquía, ya que en los dos mosaicos cuanto más céntrica está una figura mayor importancia tiene, viéndose reforzada por la mayor definición de los rostros de Justiniano y también Belisario. Por último, la jerarquización es apoyada en la vestimenta de Justiniano, caracterizada por la presencia del color dorado (poder religioso) y el color púrpura (representa el poder político); a su vez, viste unos zapatos diferentes a los del resto de personajes. Junto con los ropajes y su centralización en la obra, destacan también los adornos y las piedras preciosas, el nimbo dorado y la corona. Justiniano, y también Teodora, se muestran como vicarios de Cristo en la tierra, es decir, como santos, representándose mediante el halo de santidad. Además, la disposición de los mosaicos está orientada de tal forma que la emperatriz y el emperador “miran” a Jesucristo (Cesaropapismo).
Justiniano sujeta la patena, haciendo referencia a la eucaristía, ya que este elemento es fundamental para realizar la eucaristía. El otro elemento lo porta Teodora en su mosaico.
Respecto a los personajes (que se encuentran a ambos lados del emperador), se evidencian las dos grandes esferas de autoridad, el imperium y el sacerdocium.
Por un lado, el grupo de la derecha de Justiniano está conformado por los sacerdocium, que visten de blanco, excepto Maximiano, el obispo de Rávena que ocupó la sede en el siglo VI y que lleva una cruz y una estola, elementos que indican la función sagrada y relevancia del personaje, reflejada a su vez por tener el nombre escrito en la parte superior del mosaico. Los dos personajes restantes del poder religioso destacan por los objetos que portan: uno lleva un libro que podría ser un misal y el otro un incensario, ambos utilizados en el rito de la eucaristía. Detrás de Maximiano se encuentra otro personaje, Juliano Argentarius, que presuntamente fue quien financió el templo, aunque cabe mencionar la teoría propuesta por Ruth Dwyer, que afirma que este personaje podría ser el filósofo Boecio, que tuvo gran influencia en Justiniano.
Por otra parte, a la izquierda, se encuentran los cargos políticos o imperium y la guardia personal del emperador, estos últimos situados a la izquierda del mosaico y muy identificables por su vestimenta militar que consistía en una lanza y en un escudo en el que se está representado el Crismón, anagrama formado por la superposición de las dos primeras letras del nombre de Cristo en griego, ji (X) y ro (P). Además, estos soldados llevan collares seguramente otorgados como premio. Se cree que los dos personajes de blanco serían el general Belisario, el hombre que aconsejó y prestó ayuda para conquistar numerosos territorios de entre los que se encontraba Rávena. Belisario era la mano derecha de Justiniano y por eso es la figura del imperium más cercana al emperador y cuya esposa, Antonina aparece en el mosaico de Teodora. También aparece el general Narsés, quien a su vez fue importante por su implicación en las campañas bélicas de Justiniano.
Por lo tanto, la posición jerárquica se refleja según la vestimenta, la localización y los elementos que portan los personajes. Ambos realizaban como gesto hacia las iglesias una ofrenda imperial con una representación basada en la “oblatio”.

### Mosaico de Teodora
Con la coronación de Justiniano como emperador, Teodora se convierte en el 527 en emperatriz y en “su mejor consejera”. Gracias a los consejos y al apoyo que Teodora le aportó a Justiniano, este fue capaz de recuperar el control del imperio tras la Revolución Niká, provocada por un conflicto entre facciones del Hipódromo de la ciudad, que casi acabó con el gobierno de Justiniano.
Teodora realizó numerosas reformas legales y sociales para defender y mejorar los derechos y la situación jurídica de las mujeres bizantinas, de entre ellas destacan las leyes de igualdad, el derecho al divorcio, la prohibición de castigo a las mujeres por el adulterio, penas para violadores, prohibición de la prostitución forzosa, la posibilidad de abortar. Además, promulgó leyes que permitían que las mujeres pudiesen heredar y ser propietarias de bienes (intentó aplicar además una ley que establecería que las niñas tendrían igualdad de condiciones a la hora de heredar, pero nunca se llegó a aplicar), fundó centros de salud femenina y creó distintos talleres infantiles y para jóvenes.
Dentro de la política religiosa se inclinó hacia los monofisitas, que en un inicio eran perseguidos por Justiniano y que la representaban como una emperatriz piadosa.
Teodora acabó muriendo en el 548 de un cáncer de mama. Ha sido considerada como la emperatriz más poderosa del Imperio Bizantino. Con su muerte comenzó una crisis en la vida de Justiniano que finalmente se reflejó en la gestión del imperio.

#### Estructura y composición
Este mosaico está ubicado en el muro sur del presbiterio de la iglesia de San Vital de Rávena, en frente del de Justiniano. Está dirigido a la emperatriz Teodora, considerada un símbolo del poder y de la feminidad del Imperio Bizantino. Está fechado a mediados del siglo VI. Recoge influencias romanas, aunque se aleja de estas al alcanzar un mayor nivel de perfección, distanciándose del naturalismo y acercándose a los modelos orientales que primaban lo simbólico sobre la idealización de las formas. Al igual que en el de Justiniano, se yuxtaponen las figuras y se les dota de frontalidad y hieratismo, es decir, sin gestualidad ni movimiento y dotado de simetría. Así mismo, las cabezas están a la misma altura, repitiendo la isocefalia del mosaico de Justiniano. La jerarquía se aprecia en la superposición relativa a la diferencia del tamaño de las figuras a medida que se acercan a la parte central del mosaico y a su vez se refleja en las pisadas de los personajes.
A Teodora se la representa en el centro del mosaico, destaca su vestido de colores morado y blanco que representan el poder político y religioso en su persona. Teodora presenta un halo de santidad en su espalda, indicando el poder santo de Teodora, representándola como la vicaria de Dios en el mundo terrenal. En la figura de Teodora es identificable una diadema triple de piedras preciosas que ensalzan su figura en el mosaico. Además, porta un cáliz dorado haciendo referencia a la eucaristía, el eje de la construcción de la iglesia, aportando el segundo elemento necesario para que el sacramento se pueda realizar, complementando a la patena que portaba Justiniano.
En la parte baja del vestido de Teodora podemos observar una escena, los reyes magos ofreciendo sus dones a Jesucristo, posiblemente haciendo referencia al apoyo al monofisismo.
En la obra aparecen Teodora, sus damas (a la derecha de Teodora) con vestido y distinguidos altos funcionarios (a su izquierda), vestidos de uniforme. Teodora está en el centro y Antonina, que era la mujer de Belisario y amiga de la infancia de Teodora, se encuentra a la derecha de la emperatriz. En la actualidad, hay teorías acerca de que el gobierno del imperio residía en estas dos mujeres, ambas con un fuerte carácter y que ejercían un control importante sobre sus maridos. A su vez, a la derecha de Antonina se encuentra Juana, que era la hija de Belisario. Además de estas mujeres, en la parte derecha del mosaico se representan más doncellas cuyas identidades son desconocidas.
En el lado izquierdo de Teodora encontramos a los “eunucos", pertenecientes a la corte. Los eunucos eran sirvientes castrados de las damas de la corte, tenían esta peculiaridad para que así no tuviesen relaciones sexuales con las mujeres asegurando la pureza del linaje. De este grupo destaca Narcés, situado a la izquierda de Teodora. Era su hombre de mayor confianza y un eunuco sin formación que debido a su lealtad a la familia imperial se ganó su aprecio y aparece representado con una actitud humilde y con las manos escondidas ya que no está permitido que sus manos impuras se acerquen a los señores divinos o santos. Estos eunucos visten una túnica blanca (ya que eran dignatarios de la corte) en la que es observable la existencia del cinturón de dignatario.

A diferencia del mosaico de Justiniano, el mosaico de Teodora sí presenta un fondo trabajado. Este tiene una base de teselas de oro además de otras de diferentes colores para representar diferentes formas arquitectónicas que acompañan al color verde del suelo. Destacamos una fuente que puede hacer referencia al bautismo. Así mismo, es observable un manto sujetado por un eunuco en el lado izquierdo del mosaico y que transporta a una habitación oscura. También son identificables columnas de color verde y de color rosado y un arco que se sitúan en la parte de detrás de Teodora. Además, se observa una cortina de colores rojos, blancos y verdes encima de las doncellas.

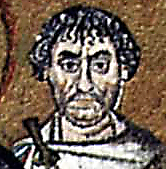
Narsés
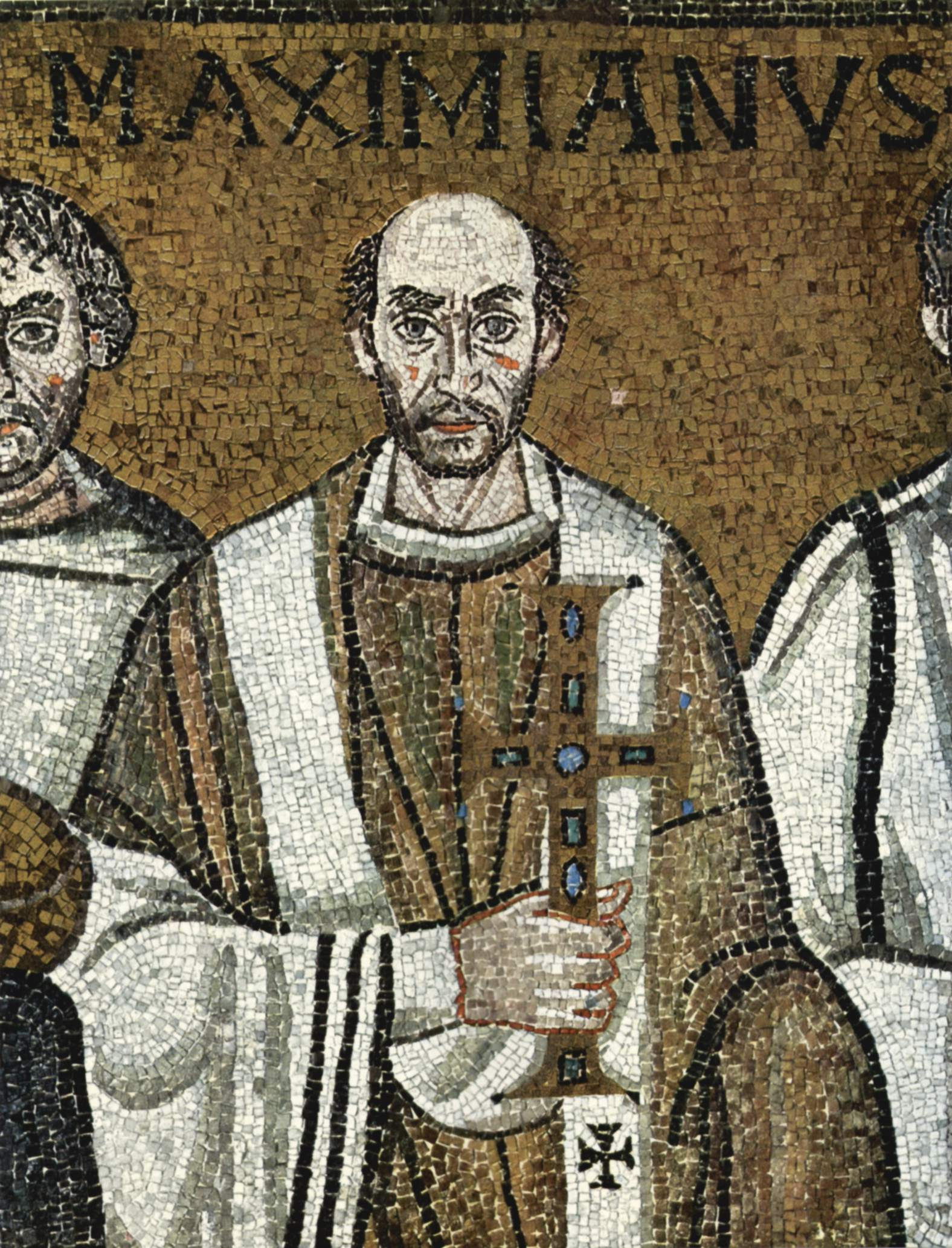
Obispo Maximiano.
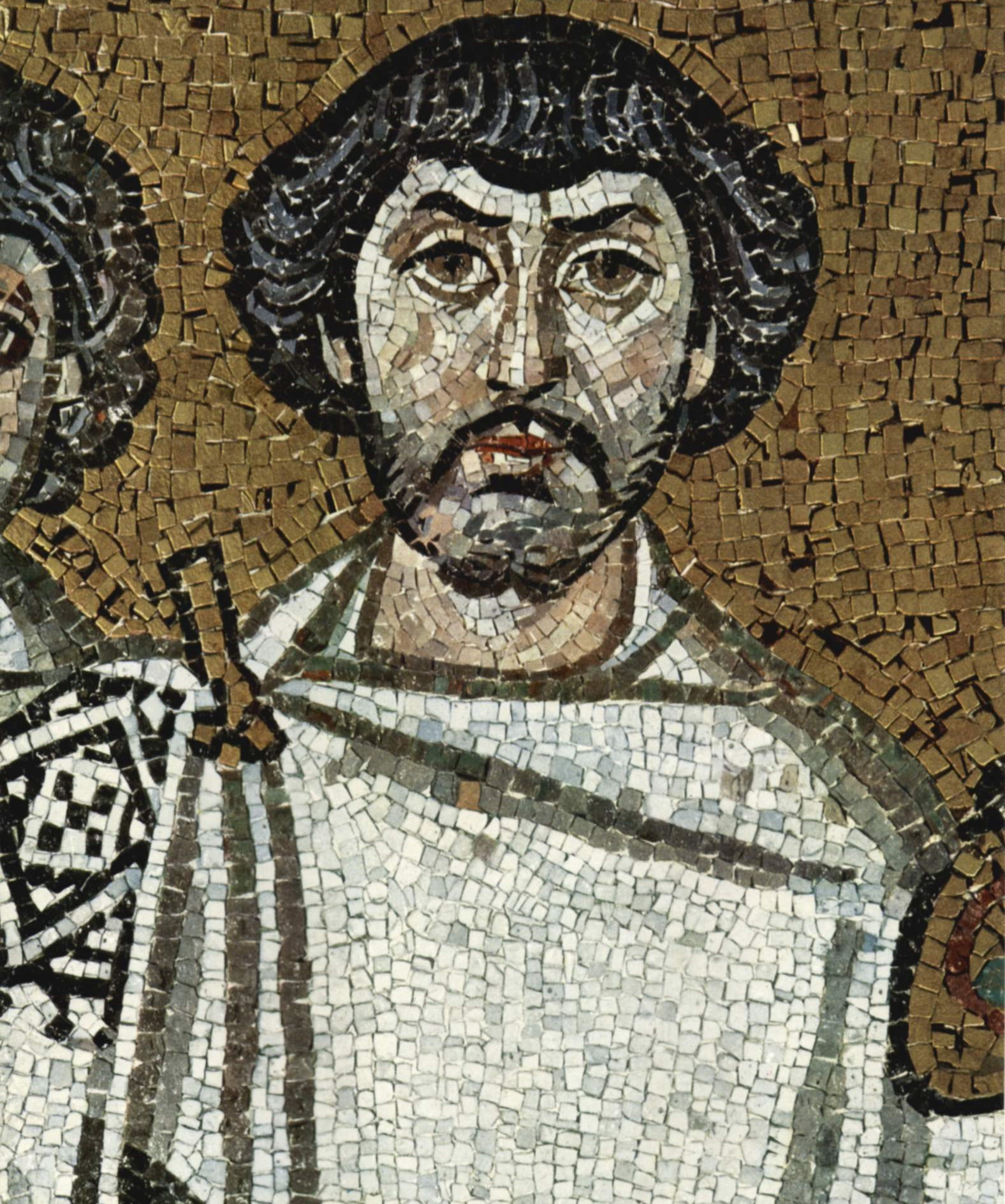
General Belisario y...
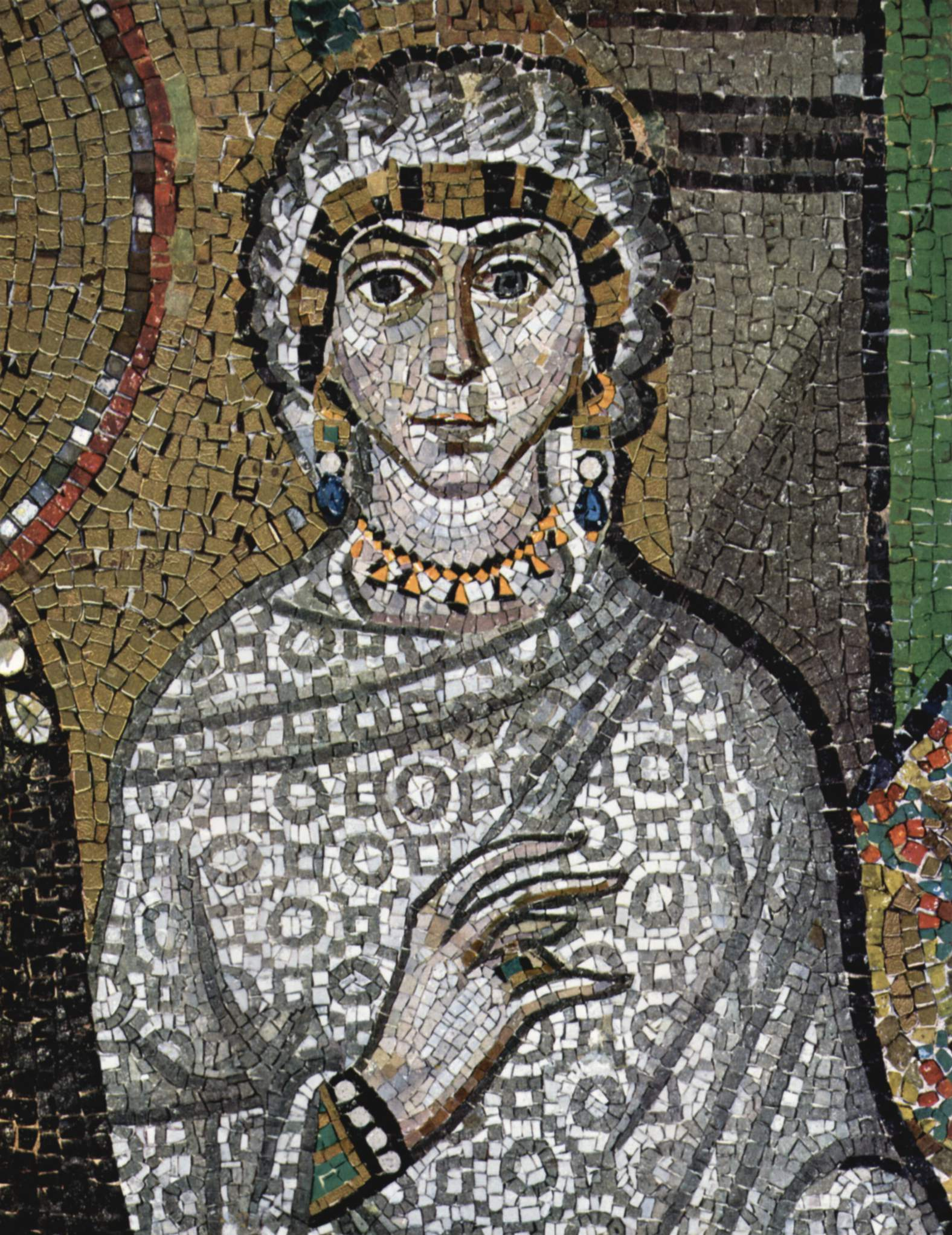
...su esposa Antonia.

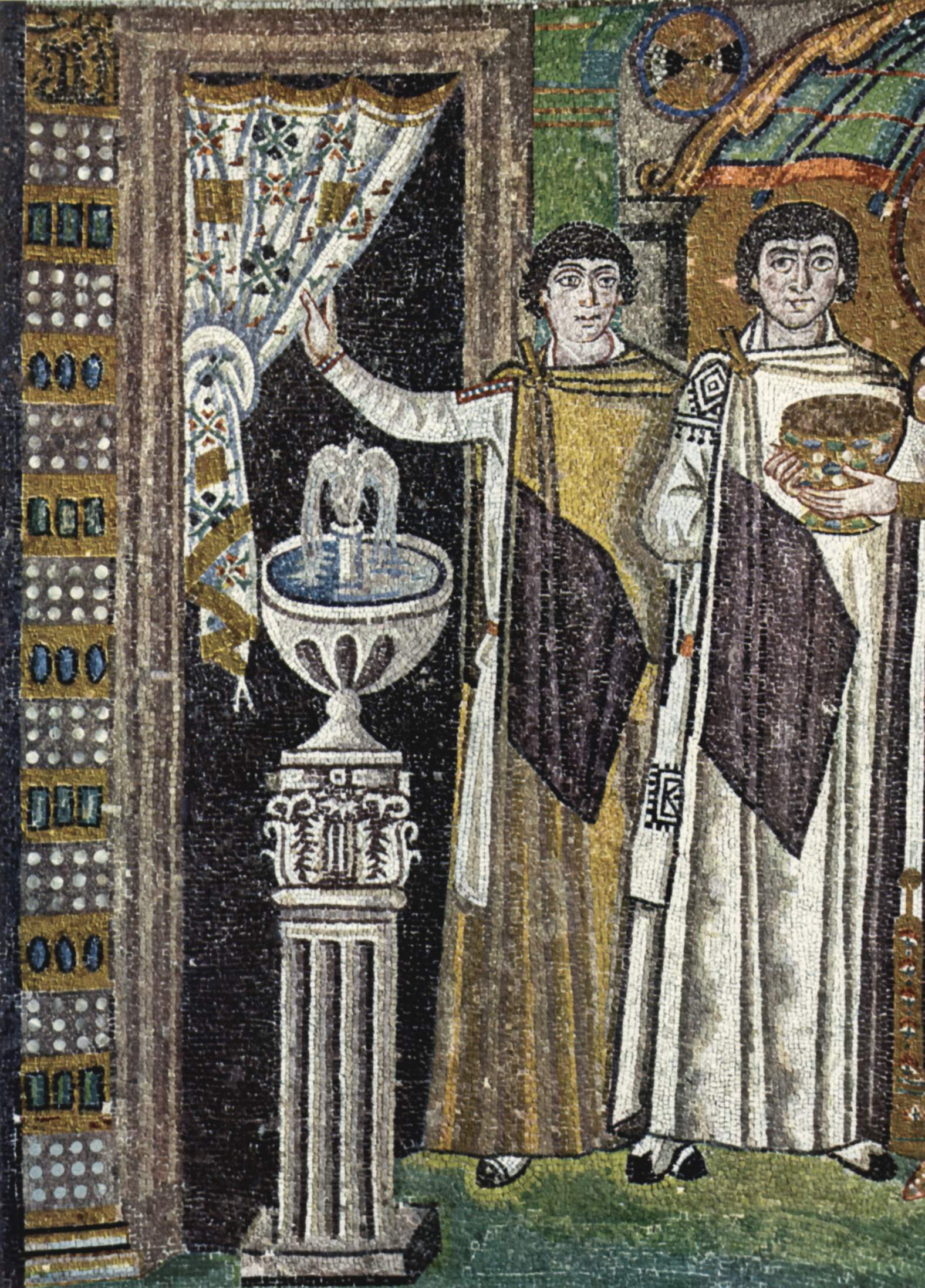
Eunuco sujetando la cortina.
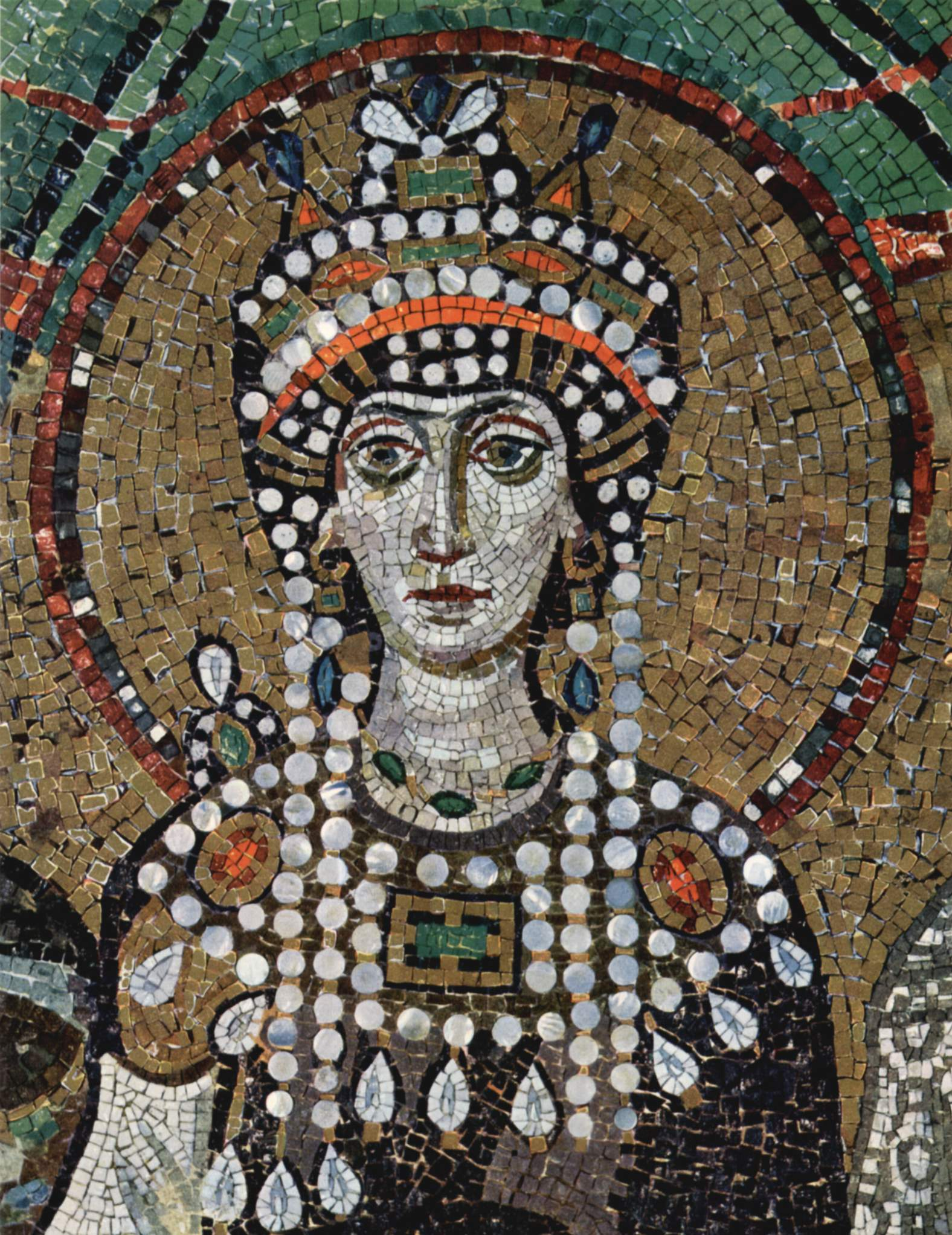
La emperatriz Teodora, detalle.
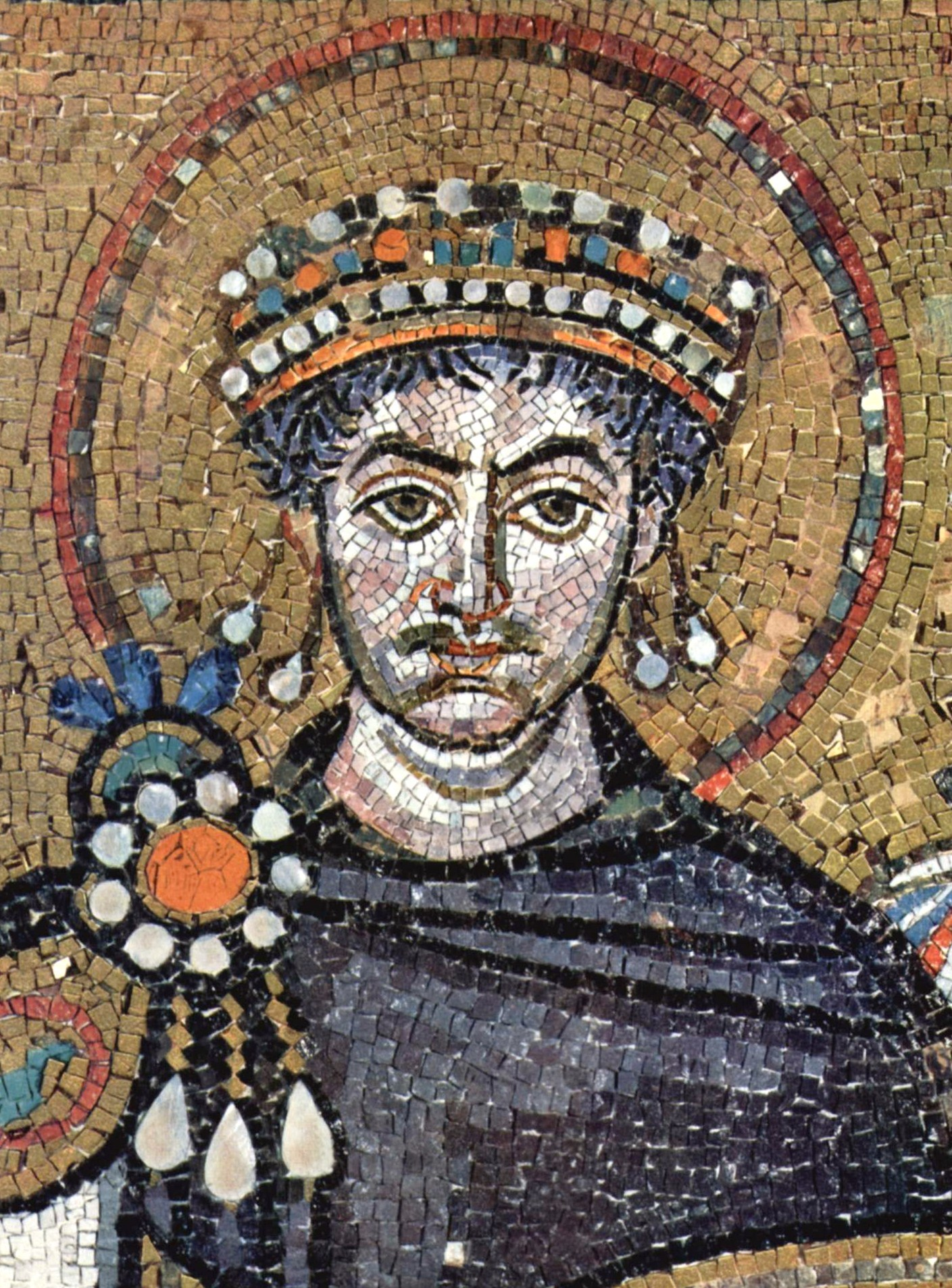
El emperador Justiniano, detalle.

## Contextualización histórica

Mapa del Imperio bizantino en 550. Las conquistas de Justiniano aparecen en verde.

El emperador Justiniano (527-565) fue el protagonista del periodo de máximo esplendor del Imperio bizantino, la Primera Edad de Oro (siglo VI). Justiniano intentó revivir la gloria del antiguo imperio romano emprendiendo la conquista del Mediterráneo. Entre sus capturas se incluye Italia, donde se encontraba la ciudad de Rávena, que se convirtió, en el siglo VI, en la ciudad más importante del mundo bizantino en occidente. Fue la segunda capital del imperio y estuvo gobernada por el exarca, un auténtico virrey rodeado de poder, pompa y boato. Es normal, por tanto, que allí se construyesen los más ricos edificios bizantinos de occidente: San Apolinar in Classe, San Apolinar Nuovo y este de San Vital.
El templo de San Vital fue declarado por la Unesco, junto con otros siete edificios de Rávena, Patrimonio de la Humanidad en el año 1996.